# Spalangiopelta
Spalangiopelta is een geslacht van vliesvleugeligen uit de familie Pteromalidae. De wetenschappelijke naam van dit geslacht is voor het eerst geldig gepubliceerd in 1922 door Masi.

## Soorten
Het geslacht Spalangiopelta omvat de volgende soorten:
- Spalangiopelta alata Boucek, 1953
- Spalangiopelta albigena Darling, 1991
- Spalangiopelta alboaculeata Darling, 1995
- Spalangiopelta apotherisma Darling & Hanson, 1986
- Spalangiopelta brachyptera Masi, 1922
- Spalangiopelta canadensis Darling, 1991
- Spalangiopelta ciliata Yoshimoto, 1977
- Spalangiopelta dudichi Erdös, 1955
- Spalangiopelta felonia Darling & Hanson, 1986
- Spalangiopelta ferrierei (Hedqvist, 1964)
- Spalangiopelta georgei Darling, 1997
- Spalangiopelta hiko Darling, 1995
- Spalangiopelta laevis Darling, 1991
- Spalangiopelta procera Graham, 1966